# Armazenamento de energia
O armazenamento de energia é armazenar de algum tipo de energia  que foi produzida para mais tarde ser utilizada em alguma operação útil.

## História
O armazenamento da energia como um processo natural tem bilhões de anos, a energia produzida na criação inicial do universo foi armazenada nas estrelas tais como nosso sol, e está sendo usada agora por seres humanos diretamente (por exemplo, através das pilhas solares). Um exemplo de armazenamento de energia da atividade que existiu certamente desde a pré-história, seria o uso dos pedregulhos como medidas defensivas em fortes antigos, os registros ou os pedregulhos seriam coletados no alto de um monte, e a energia armazenada assim seria liberada como uma defesa de encontro aos invasores.
Uma aplicação mais recente era o controle dos canais até moinhos de água para processar grãos. Os sistemas frequentemente complexos dos reservatórios e das barragens foram construídos para armazenar e libertar a água absorvendo a sua energia potencial.
A bateria é uma solução prática para o armazenamento de energia elétrica, mas seu uso é limitado devido a capacidade reduzida e custo relativamente elevado. Uma solução similar com o mesmo tipo de problemas é o capacitor.
Nota: Energia é a matéria em movimento, seja energia elétrica ou não, tudo no Universo que esta em movimento possui de certa forma energia. O ato de armazenar energia é simplesmente a ação de colocar a energia em espera e/ou em potencial.

## Métodos do armazenamento
Eletroquímico
- Baterias
- Pilhas

Elétrico
- Capacitor
- Armazenamento de energia magnética supercondutora (SMES)

Mecânico
- Armazenamento comprimido da energia do ar (CAES)
- Acumulador hidráulico
- Armazenamento hidroeléctrico da energia
- Mola
- Volante inercial
- Câmeras de Ar comprimido

Potencial (Gravidade)
- Hidroelétrico

## Armazenamento de energia

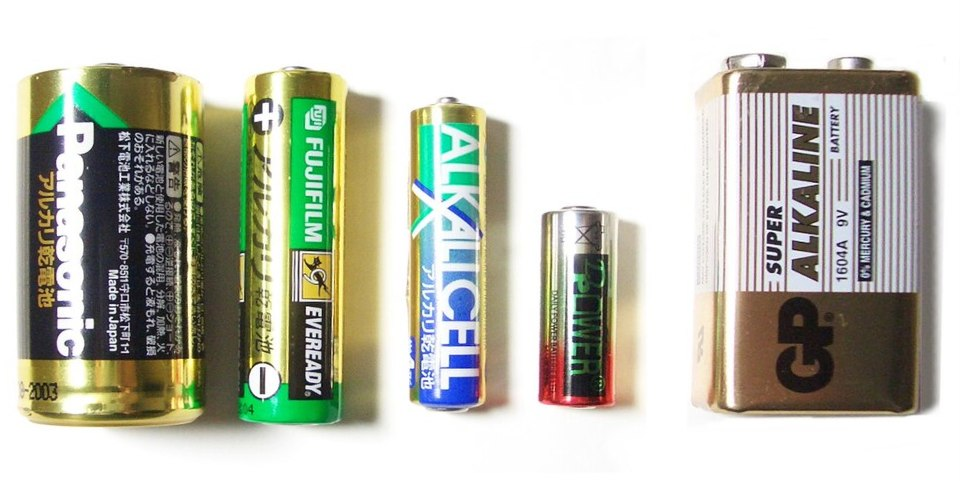

Esta é a área de maior sucesso para tecnologias de armazenamento atuais da energia. As baterias fornecem a energia para dispositivos com necessidades tão variadas quanto relógios digitais e automóveis. Os avanços na tecnologia da bateria foram geralmente lentos, entretanto, com grande avanço na duração e o aumento da capacidade de armazenamento. Hoje as baterias podem ser usadas como alternativa aos motores de combustão interna nos carros e nos outros meios de transporte, estes usos requerem maior densidade de energia (a quantidade de energia armazenada em um volume). Porem as baterias mais adequadas para esse tipo de trabalho ainda são muito caras, e o combustível de hidrocarboneto líquido (tal como a gasolina/petróleo e o diesel) ainda são mais utilizados.
O armazenamento de energia a nível doméstico deve aumentar no futuro dada a crescente quantidade de produção electrica descentralizada (especialmente com painéis fotovoltaicos) e o importante consumo de energia a nível de edifícios. Uma residência equipada com painéis fotovoltaicos consegue obter uma auto-suficiência electrica máxima de cerca de 40%. Para obter valores mais elevados de auto-suficiência, é necessário proceder ao armazenamento de energia dado o desajuste temporal entre o consumo de energia e a produção eléctrica a partir de painéis fotovoltaicos. No entanto esta é uma solução ainda cara em relação à utilização da rede eléctrica, dado o custo do armazenamento energético.